# Ferosiliciu

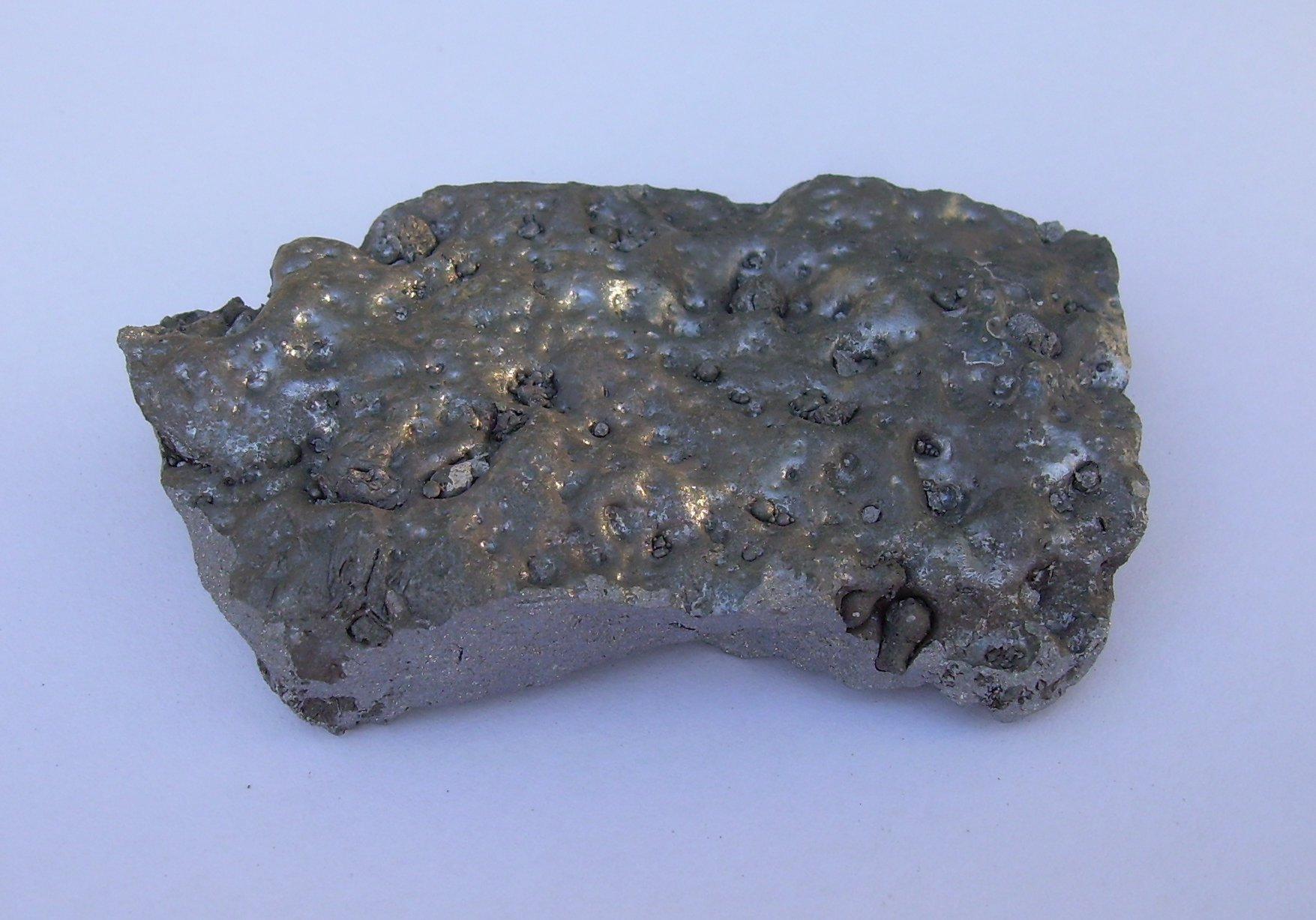
Ferosiliciu

Ferosiliciul este un feroaliaj, un aliaj de fier și siliciu, cu un conținut de siliciu între 40 și 90 %. El cuprinde de regulă o proporție mare de siliciuri de fier. De asemenea, el conține 1 - 2 % calciu și aluminiu.
Obținut pentru prima datǎ în 1808 într-un creuzet de grafit.
Se obtine in doua etape:
1. Reducerea bioxidului de siliciu SiO2 (mineral natural = cuarțit) la temperaturi înalte în mediu reducător.
2. Siliciul obținut se dizolvă în Fe pentru a preveni oxidarea sau volatilizarea.

Ferosiliciul este utilizat la producerea oțelurilor aliate, conținutul de siliciu asigurând o bună dezoxidare și împiedicând decarburarea oțelului topit. Pentru același scop se pot utiliza și feromanganul, fonta silicioasă oglindă (spiegeleisen), siliciurile de calciu etc.
Adaugat la turnarea fontelor cenușii mărește fluiditatea în stare topită.